# Candelas vita
Candelas vita är ett studioalbum från 1995 av det svenska dansbandet Candela. För albumet tilldelades bandet en Grammis för "Årets dansband" 1995.  Med låten "Jag önskar mig", som gick in på Svensktoppen i november 1995, fick bandet en hit .

## Låtlista
(låtskrivare inom parentes)
1. Sommar en dag i juni (Ulf Rundberg)
2. Vi rymmer i natt (Peter Bergqvist - Hans Backström)
3. Där vallmoblomman står (Dan Stråhed)
4. Det finaste som finns (Thomas Thörnholm - Patrick Öhlund)
5. Ingenting är bättre (Calle Kindbom - Carl Lösnitz)
6. Säg aldrig farväl (Bo Nilsson)
7. Kan vi träffas nå'n gång (Ann Orson - Blanche Carte/Monica Forsberg)
8. Malmö-Köpenhamn (Dan Stråhed - Kaj Svenling)
9. Jag ville vara nära dig (Mike Hawker - Ivor Raymonde/Britt Lindeborg)
10. Galen (Willie Nelsson/Åke Lindfors)
11. Ängel i natt (Peter Bergqvist - Hans Backström)
12. Jag borde gå (Per-Olof Löfgren)
13. Stanna en stund (PeO Pettersson)
14. Jag önskar mig (Per-Ola Lindholm)

### Fotnoter
1. ↑  Candela - Historik Arkiverad 11 september 2011 hämtat från the Wayback Machine.
2. ↑  ”Grammis”. Arkiverad från originalet den 17 mars 2012. https://web.archive.org/web/20120317055524/http://www.ifpi.se/wp/wp-content/uploads/100428-lc-vinnare-genom-%C3%A5ren.pdf. Läst 1 maj 2011.
3. ↑   Svensktoppen - 1995